# Устав Королевской тайны
Устав Королевской тайны (фр. Rite du royal secret) — один из масонских уставов, который также часто упоминается как «Устав Совершенства». Он стал главной составляющей Древнего и принятого шотландского устава, и был использован при основании Верховного совета Древнего и принятого шотландского устава южной юрисдикции США, в Чарльстоне (Южная Каролина) в 1801 году.
Устав королевской тайны не практикуется в масонстве после формирования и появления Древнего и принятого шотландского устава.

## История

### Этьен Морен и его устав

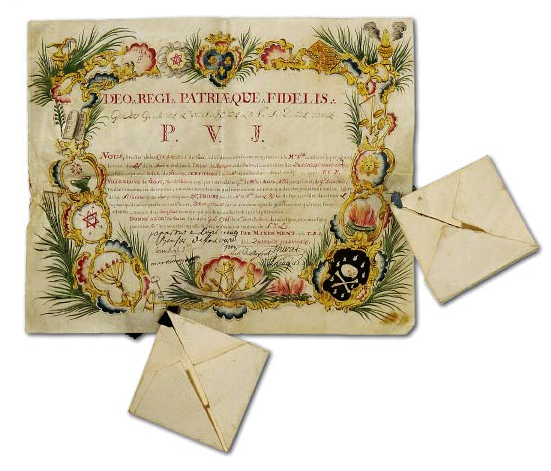
Патент Устава совершенства

Французский торговец по имени Этьен Морен, который был посвящён в высшие градусы масонства в 1744 году, основал «шотландскую ложу» на Французском Мысе, к северу от колонии Санто-Доминго. 27 августа 1761 года в Париже Морен получил патент, подписанный офицерами первой Великой ложи Франции, признающий его «Великим инспектором для всех частей мира». Оригинал этого патента, который, возможно, распространялся только на символические ложи, так никогда и не был найден. Известны лишь более поздние копии этого патента, которые, вероятно, были приукрашены самим Мореном, чтобы обосновать свою преемственность от лож высших градусов Вест-Индии.
Морен практиковал устав, называемый «Уставом королевской тайны», состоявший из 25 градусов, высший из которых именовался «Верховный князь царственной тайны» и который, возможно, был взят лично им из обряда, практиковавшегося в Париже «Советом императоров востока и запада».
Морен вернулся в Санто-Доминго в 1762 или 1763 году, и благодаря своему патенту постепенно сформировал ложи всех градусов в Карибском регионе и Северной Америке. В 1770 году он создал великий капитул в Кингстоне, Ямайка, где и умер в 1771 году.

### Развитие устава
Человека, который весьма помог Морену распространить его устав в Новом Свете, звали Генри Эндрю Френкен, он был французом голландского происхождения. Морен назначил его Избранным великим генеральным инспектором по возвращении из Вест-Индии. Френкен тесно сотрудничал с ним и в 1771 году написал рукопись, содержащую ритуалы с 15 по 25 градусы. Также он написал по меньшей мере ещё две рукописи, первую в 1783 году, вторую около 1786 года, в которых содержатся все градусы с 4 по 25.
Ложа «Шотландского совершенствования» была основана 12 апреля 1764 года в Новом Орлеане. Это была первая ложа высших градусов на североамериканском континенте. Её существование было недолгим, поскольку, согласно Парижскому договору, Новый Орлеан был передан католической Испании, враждебно настроенной по отношению к масонству. По всей видимости, вся масонская деятельность в Новом Орлеане была приостановлена до 1790 года.
В 1767 году Френкен переехал в Нью-Йорк, где 26 декабря он получил патент, дающий право на создание ложи совершенствования в Олбани, что позволило ему впервые создать степени совершенствования (с 4 по 14) в 13 британских колониях. Этот патент, равно как и отчеты о первых работах этой ложи хранятся в архивах Верховного совета Северной юрисдикции США.
Во время своего пребывания в Нью-Йорке, Френкен посвятил в эти градусы еврейского бизнесмена, Моисея Майкла Хейза, которого он назначил заместителем генерального инспектора. В свою очередь, в 1781 году, Хейз назначил ещё восьмерых заместителей генерального инспектора, четверо из которых позднее сыграли заметную роль в создании Древнего и принятого шотландского устава в штате Южная Каролина:
- Исаак Да Коста — заместитель генерального инспектора в Южной Каролине.
- Авраам Форст — заместитель генерального инспектора в Виржинии.
- Джозеф М. Майерс — заместитель генерального инспектора в Мэриленде.
- Баренд М. Спитцер — заместитель генерального инспектора в Джорджии.

Да Коста вернулся в Чарльстон, и создал «Высочайшую великую ложу совершенствования» в феврале 1783 года. К моменту своей смерти в октябре 1783 года Хейз назначил Майерса своим преемником. Вместе с Форстом и Спитцером, Майерс создал в Чарльстоне 8 дополнительных градусов.

## Степени устава
| Градус | Название                                                                  |
| ------ | ------------------------------------------------------------------------- |
| 4°     | Тайный мастер                                                             |
| 5°     | Совершенный мастер                                                        |
| 6°     | Ближний (тайный) секретарь                                                |
| 7°     | Надзиратель и судья                                                       |
| 8°     | Надзиратель за строительством                                             |
| 9°     | Мастер избранник девяти                                                   |
| 10°    | Славный мастер избранник пятнадцати                                       |
| 11°    | Великий рыцарь-избранник                                                  |
| 12°    | Великий мастер-архитектор                                                 |
| 13°    | Рыцарь царственного свода Еноха                                           |
| 14°    | Верховный избранный и совершенный вольный каменщик, или великий избранник |
| 15°    | Рыцарь востока                                                            |
| 16°    | Князь иерусалимский                                                       |
| 17°    | Рыцарь востока и запада                                                   |
| 18°    | Рыцари белого орла или пеликана                                           |
| 19°    | Великий понтифик небесного Иерусалима                                     |
| 20°    | Великий мастер всех символических лож, или мастер Ad Vitam (пожизненно)   |
| 21°    | Великий ноевский патриарх или Прусский рыцарь                             |
| 22°    | Рыцарь королевского топора (царственной секиры), или князь ливанский      |
| 23°    | Рыцарь солнца, принц адепт, хранитель ключа к масонству                   |
| 24°    | Рыцарь кадош                                                              |
| 25°    | Верховный князь царственной тайны                                         |